# Gran Premi de Singapur del 2022
El Gran Premi de Singapur de Fórmula 1, la dissetena cursa de la temporada 2022 s'ha disputat al Circuit de Singapur, entre els dies 30 de setembre a 2 d'octubre de 2022.

## Qualificació
La qualificació fou realitzada el dia 1 d'octubre.
| Pos.               | Nº | Pilot            | Equip/Motor           | Part 1   | Part 2   | Part 3   | Graella |
| ------------------ | -- | ---------------- | --------------------- | -------- | -------- | -------- | ------- |
| 1                  | 16 | Charles Leclerc  | Ferrari               | 1:54.129 | 1:52.343 | 1:49.412 | 1       |
| 2                  | 11 | Sergio Pérez     | Red Bull-RBPT         | 1:54.404 | 1:52.818 | 1:49.434 | 2       |
| 3                  | 44 | Lewis Hamilton   | Mercedes              | 1:53.161 | 1:52.691 | 1:49.466 | 3       |
| 4                  | 55 | Carlos Sainz Jr. | Ferrari               | 1:54.559 | 1:53.219 | 1:49.583 | 4       |
| 5                  | 14 | Fernando Alonso  | Alpine-Renault        | 1:55.360 | 1:53.127 | 1:49.966 | 5       |
| 6                  | 4  | Lando Norris     | McLaren-Mercedes      | 1:55.914 | 1:53.942 | 1:50.584 | 6       |
| 7                  | 10 | Pierre Gasly     | AlphaTauri-RBPT       | 1:55.606 | 1:53.546 | 1:51.211 | 7       |
| 8                  | 1  | Max Verstappen   | Red Bull-RBPT         | 1:53.057 | 1:52.723 | 1:51.395 | 8       |
| 9                  | 20 | Kevin Magnussen  | Haas-Ferrari          | 1:55.103 | 1:54.006 | 1:51.573 | 9       |
| 10                 | 22 | Yuki Tsunoda     | AlphaTauri-RBPT       | 1:55.314 | 1:53.848 | 1:51.983 | 10      |
| 11                 | 63 | George Russell   | Mercedes              | 1:54.633 | 1:54.012 |          | PL1     |
| 12                 | 18 | Lance Stroll     | Aston Martin-Mercedes | 1:55.629 | 1:54.211 |          | 11      |
| 13                 | 47 | Mick Schumacher  | Haas-Ferrari          | 1:55.736 | 1:54.370 |          | 12      |
| 14                 | 5  | Sebastian Vettel | Aston Martin-Mercedes | 1:55.602 | 1:54.380 |          | 13      |
| 15                 | 24 | Guanyu Zhou      | Alfa Romeo-Ferrari    | 1:55.375 | 1:55.518 |          | 14      |
| 16                 | 77 | Valtteri Bottas  | Alfa Romeo-Ferrari    | 1:56.083 |          |          | 15      |
| 17                 | 3  | Daniel Ricciardo | McLaren-Mercedes      | 1:56.226 |          |          | 16      |
| 18                 | 31 | Esteban Ocon     | Alpine-Renault        | 1:56.337 |          |          | 17      |
| 19                 | 23 | Alexander Albon  | Williams-Mercedes     | 1:56.985 |          |          | 18      |
| 20                 | 6  | Nicholas Latifi  | Williams-Mercedes     | 1:57.532 |          |          | 19      |
| 107%Temps:2:00.971 |    |                  |                       |          |          |          |         |
| Font:              |    |                  |                       |          |          |          |         |

Notes
- ^1  – George Russell començarà la cursa des del pitlane per canviar els components de la seva monoplaça.

## Resultats de la cursa
La cursa fou realitzada el dia 2 d'octubre.
| Pos.                                                                | Nº | Pilot            | Equip/Motor           | Voltes1 | Temps/Retirada    | Graella | Punts |
| ------------------------------------------------------------------- | -- | ---------------- | --------------------- | ------- | ----------------- | ------- | ----- |
| 6                                                                   | 11 | Sergio Pérez     | Red Bull-RBPT         | 59      | 2:02:15.2382      | 2       | 25    |
| 2                                                                   | 16 | Charles Leclerc  | Ferrari               | 59      | +2.595            | 1       | 18    |
| 4                                                                   | 55 | Carlos Sainz Jr. | Ferrari               | 59      | +10.305           | 4       | 15    |
| 7                                                                   | 4  | Lando Norris     | McLaren-Mercedes      | 59      | +21.133           | 6       | 12    |
| 5                                                                   | 3  | Daniel Ricciardo | McLaren-Mercedes      | 59      | +53.282           | 16      | 10    |
| 6                                                                   | 18 | Lance Stroll     | Aston Martin-Mercedes | 59      | +56.330           | 11      | 8     |
| 7                                                                   | 1  | Max Verstappen   | Red Bull-RBPT         | 59      | +58.825           | 8       | 6     |
| 8                                                                   | 5  | Sebastian Vettel | Aston Martin-Mercedes | 59      | +1:00.032         | 13      | 4     |
| 9                                                                   | 44 | Lewis Hamilton   | Mercedes              | 59      | +1:01.515         | 3       | 2     |
| 10                                                                  | 10 | Pierre Gasly     | AlphaTauri-RBPT       | 59      | +1:09.576         | 7       | 1     |
| 11                                                                  | 77 | Valtteri Bottas  | Alfa Romeo-Ferrari    | 59      | +1:28.844         | 15      |       |
| 12                                                                  | 20 | Kevin Magnussen  | Haas-Ferrari          | 59      | +1:32.610         | 9       |       |
| 13                                                                  | 47 | Mick Schumacher  | Haas-Ferrari          | 58      | +1 volta          | 13      |       |
| 14                                                                  | 63 | George Russell   | Mercedes              | 57      | +2 voltes         | PL      | 3     |
| Ret                                                                 | 22 | Yuki Tsunoda     | AlphaTauri-RBPT       | 34      | Accident          | 10      |       |
| Ret                                                                 | 31 | Esteban Ocon     | Alpine-Renault        | 26      | Motor             | 17      |       |
| Ret                                                                 | 23 | Alexander Albon  | Williams-Mercedes     | 25      | Danys p/col·lisió | 18      |       |
| Ret                                                                 | 14 | Fernando Alonso  | Alpine-Renault        | 20      | Motor             | 5       |       |
| Ret                                                                 | 6  | Nicholas Latifi  | Williams-Mercedes     | 7       | Danys p/col·lisió | 19      |       |
| Ret                                                                 | 24 | Guanyu Zhou      | Alfa Romeo-Ferrari    | 6       | Col·lisió         | 14      |       |
| Volta ràpida: — George Russell (Mercedes) – 1:46.458 (en el lap 54) |    |                  |                       |         |                   |         |       |
| Font:                                                               |    |                  |                       |         |                   |         |       |

Notes
- ^1  – La distància de la cursa estava programada inicialment per completar-se en 61 voltes abans d'escurçar-se a causa del temps màxim de cursa assolit.
- ^2  – Sergio Pérez va ser penalitzat en cinc segons per haver caigut més de deu llargs enrere durant el cotxe de seguretat. La seva victòria no fou afectada pel penal.
- ^3  – George Russell va fer la volta ràpida, però com que no estava a la zona de pontuació, no va anotar punts.

## Classificació després de la cursa
| Pos. | Pilot            | Punts | Canvis |
| ---- | ---------------- | ----- | ------ |
| 1    | Max Verstappen   | 341   | =      |
| 2    | Charles Leclerc  | 237   | =      |
| 3    | Sergio Pérez     | 235   | =      |
| 4    | George Russell   | 203   | =      |
| 5    | Carlos Sainz Jr. | 202   | =      |

| Pos. | Constructor      | Punts | Canvis |
| ---- | ---------------- | ----- | ------ |
| 1    | Red Bull-Honda   | 576   | =      |
| 2    | Ferrari          | 439   | =      |
| 3    | Mercedes         | 373   | =      |
| 4    | McLaren-Mercedes | 129   | 1      |
| 5    | Alpine-Renault   | 125   | 1      |